# Philogenia peacocki
Philogenia peacocki är en trollsländeart som beskrevs av Brooks 1989. Philogenia peacocki ingår i släktet Philogenia och familjen Megapodagrionidae. IUCN kategoriserar arten globalt som livskraftig. Inga underarter finns listade i Catalogue of Life.